# あびる優
あびる 優（あびる ゆう、1986年7月4日 - ）は、日本のアイドル、タレント。本名、阿比留 優（読み同じ）。
福岡県大牟田市生まれ、東京都育ち。元ホリプロ所属（2023年まで）。

## 略歴
2001年にテレビ東京の朝の児童向け番組『おはスタ』のアシスタントおはガールとして芸能界デビューした。おはガールグレープの一員としてCD・DVD・写真集・トレーディングカード等を発売。
以後、バラエティ番組を中心に、モデル、女優、声優等で活動中。
- 2002年から2003年にかけてはリカちゃん人形生誕35周年を記念して結成されたアイドルトリオLiccaの一員として歌手活動も行った。
- 2005年2月15日の深夜番組『カミングダウト』（日本テレビ）にて、集団的に窃盗（倉庫荒らし）を継続して繰り返し、店舗を閉店に追いこんだ、という話を「ちょっと前の話」として披露し、各方面からの抗議を受ける。このことを受けて、所属会社のホリプロは 同年4月19日まで芸能活動を自粛させた[4]。同番組では万引きは犯罪であるとのテロップも流れ、後日局側から公式に謝罪が行われている[5]。（当該番組の項目も参照のこと）
- 2007年11月主演映画公開。写真集発売。
- 2008年TBS番組内でゴールドコーストマラソン完走[6]。
- 2010年2月BeeTV『トゥルルさまぁ〜ず』が1000万ダウンロード突破。8月に自らが所属するホリプロの50周年記念イベントでイジリー岡田とともに司会を務める[7]。
- 2011年4月芸能活動10周年を迎え、オフィシャルブログ上でスタッフやファンへの感謝を綴った[8]。
- 2014年9月14日放送の『アッコにおまかせ!』内で格闘家・才賀紀左衛門と結婚することを報告[9]。
- 2014年12月22日、ブログで第1子を妊娠していることを発表[10]。
- 2015年5月5日、第1子となる女児を出産[11]。
- 2019年12月4日に才賀と離婚、13日に公表した[12]。長女の親権は才賀が持つ[13]。
- 2020年1月、東京家庭裁判所へ親権者変更を求める調停、同年8月には、子どもの引渡しを求める調停を起こした。2021年2月、東京家庭裁判所は、親権の変更を認め子どもの引渡しを命令する審判を下した[14]。
- 2021年4月、東京高裁は、東京家庭裁判所の審判を不服とした才賀からの抗告を棄却。あびるへの親権変更と子どもの引渡しが決定した[14]。
- 2022年2月、第2子となる女児を出産。父親となる男性は一般人であるが、入籍などは考えていないという。
- 2024年7月4日、前年末でホリプロを退社していたことを報告した[3]。

## 人物・エピソード
- 東京都麻布育ちである。母親は池田満寿夫監督映画『窓からローマが見える』などに出演した元女優の中山貴美子。姉は以前イエローキャブに所属していたあびる愛。また、父は歯科医で開業をしており、恵まれた家庭環境で生まれ育った。
- 東京女学館小学校を卒業後、同中学に進学するも芸能活動を理由に中退。堀越高等学校中退。
- 趣味はネイルアート、人間ウォッチング、旅行。
- 2010年時点の身長156cm。体重42 - 45kg[15]。食事制限はストレスになるため行わず、ジムやスパに通うことで管理している[16]。
- 東京女学館小学校・東京女学館中学校時代の同級生に宝塚歌劇団月組娘役の夏鳳しおりがいた。
- マリエとは家が近所である。そのため小さい頃から顔馴染みであるが、あびるの方が年上のため、マリエから「優さん」と呼ばれている。
- 沢尻エリカとは昔からの友人であり、沢尻の傲慢な態度がネットなどで批判されていることについて「見えないところで悪口を書くのならば、外に出て太陽でも浴びたら、と言いたくなる。」と不快感を示している。また、「なんで優たちはこんなに叩かれるんだろうね？うちらは素直だよね。」と沢尻と慰め合っていたと告白している。その後の、沢尻と高城剛との離婚問題でもエールを送るなど沢尻の数少ない理解者の一人でもある[17]。
- その他の交友関係に紗栄子などがいる。紗栄子とはデビュー当時からの仲である。
- 2008年（平成20年）3月3日にレーシック手術を受けた。
- 首筋と内腿にハート、首下の背中に3行に渡って綴られた英文でのタトゥーを入れている。
- 料理と酒には以前よりこだわりがあり、相当な愛飲家であり美食家でもある。また、料理を綺麗に食べる事で知られていた。
- 杉田かおるとはテレビ朝日・『ロンドンハーツ』のコーナー「格付けしあう女たち」で何度も抗争を繰り広げ、2004年には番組の楽屋で掴み合いをしたことが報じられるなど、何度も週刊誌を賑わせたこともある。しかし、現在では和解しているようで、一緒に食事に行くこともあるという。

## 出演

### バラエティ
- アッコにおまかせ!（TBS）
- サンデージャポン（TBS） - 不定期出演
- おはスタ（テレビ東京） - おはガールとして出演
- ロンドンハーツ（テレビ朝日） - 準レギュラー
- 愛のエプロン3（テレビ朝日）
- 女神のハテナ（日本テレビ）
- トークも結構おおざっぱ!（GyaOジョッキー、2008年3月5日 - 2009年8月26日）
- トゥルルさまぁ〜ず（BeeTV、2009年5月1日 -  2015年4月20日、2015年9月28日 -  ）レギュラー
- TKOの黒船☆ジャパン（テレビ神奈川、2010年4月3日 - 2010年9月11日）レギュラー
- 芸能人のプライベート徹底調査SP! 芸均点（関西テレビ）
- SMAP×SMAP2011 新春から歌って笑って楽しいねSP!!（関西テレビ・フジテレビ、2011年1月10日）
- まさかのホントバラエティー イカさまタコさま（TBS、2011年10月10日）ゲスト
- ロンドンハーツ - 女性芸能人真夏のスポーツテスト(2012年8月28日、テレビ朝日)
- Oh!どや顔サミット - 芸能人品格チェック(2013年1月25日、ABC)
- 和田アキ子 史上初の誕生会生中継（2019年4月10日、AbemaTV）[18]

### ドラマ
- 和田アキ子物語（2008年6月20日、フジテレビ） - ヨーコ役
- 監獄のお姫さま 第6話（2017年11月21日、TBS） - 田中幸子 役

### アニメ
- カレイドスター（テレビ東京） - シャーロット役

### 映画
- こざまれじ（2003年）
- 恋骨 KOIBONE 劇場版（2005年）
- 富江VS富江（2007年）
- 蛇にピアス（2008年）
- ナイト・トーキョー・デイ（2009年）
- カルト（2013年）

### ゲーム
- アッコでポン! 〜イカサマ放浪記〜（2008年、ニンテンドーDS・Wii用ソフト、サクセス） - 声の出演[19]
- 相棒DS（2009年） - 直島ミサ役

## 作品リスト

### 写真集
- おはガールグレープ（2001年）ISBN 4091060161
- Abby road（2002年） ISBN 4821124556
- 月刊あびる優（2007年）

### DVD
- OHA-ガール GRAPE（2001年） ASIN B0000844DX
- サンライトシャワー（2001年） ASIN B00008RKUF
- DASH OVER（2003年） ASIN B00007JMNI
- NEVER MIND（2004年） ASIN B0006FGPI0
- 恋骨-koibone-劇場版（2005年） ASIN B0008JH81M
- 富江VS富江（2007年） ASIN B000ZEAXP8
- トゥルルさまぁ〜ず ダンボールにハズし無し（2010年） ASIN B003QQYEU2
- トゥルルさまぁ〜ず 愛される前に愛してやる（2010年） ASIN B003QQYEUM
- トゥルルさまぁ〜ず なぜ俺が好きな定食は牛タン定食なのか（2010年） ASIN B0042XA44I
- トゥルルさまぁ〜ず ぴちゃぴちゃジャイアントコーン（2010年） ASIN B0042X8UCQ

### 雑誌
- CANDy（2001年 - 2002年）専属モデル白泉社
- EDGE STYLE
- BLENDA
- S Cawaii!
- PopSister
- GLAMOROUS
- WOOFIN' girl
- NAIL VENUS
- ネイルUP
- SHEL'TTER
- Numéro TOKYO
- HbGブランドムック（宝島社）

### CD
- 君の前でピアノを弾こう（2001年）（OHA-ガールGRAPE） ASIN B00005Q7UP
- エイエイプー!（2001年）
- get back（2002年）（Licca） ASIN B000060NC1
- GOOD LOVE（2002年）（Licca）ASIN B0000677M0
- 夢みるシャンソン人形 -今度逢うときはもっと-（2003年）（Licca）ASIN B00007KKXS
- GRADUATION（2003年）（Licca）ASIN B00008DYWV

## その他の出演

### モデル
- rienda（リエンダ） ランジェリーカタログ
- MURUA カタログ・店頭広告 専属モデル
- Tokyo Wedding Collection 2011 Spring & Summer - 桂由美ブライダルハウス （2011年1月29日）
- Rady   モデル

### その他
- イメージキャラクター セガ 「スーパーモンキーボール」
- CM 日本マクドナルド「マックシェイク」〜今だけ102円〜（2004年）